# Reliktowiec leśny
Reliktowiec leśny (Moho apicalis) – gatunek średniej wielkości ptaka z rodziny reliktowców (Mohoidae). Występował endemicznie na hawajskiej wyspie Oʻahu. Ostatni raz odnotowany w 1837. Uznany za wymarły.

## Taksonomia
Po raz pierwszy gatunek opisał John Gould na podstawie dwóch okazów: samca i samicy; opis ukazał się w 1861 na łamach Proceedings of the Zoological Society of London. Autor nadał nowemu gatunkowi nazwę Moho apicalis. Obecnie (2021) Międzynarodowy Komitet Ornitologiczny podtrzymuje tę nazwę. Znany jest z około 7 okazów muzealnych, z czego trzy ostatnie pozyskał Deppe w 1837 (jeden być może w 1840) na wzgórzach za Honolulu. Pierwsze okazy pozyskał w 1825 Andrew Bloxam, przyrodnik biorący udział w podróży HMS Blonde. Przechowywane są w muzeach w Berlinie, Cambridge (Massachusetts), Nowym Jorku, Paryżu, Tring i Wiedniu. Szczątki subfosylne znajdują się w zbiorach w Waszyngtonie.

## Morfologia
Długość ciała wynosiła 30–36 cm. Większość upierzenia miała barwę smoliście czarną. Sterówki były brązowe, te zewnętrzne wyróżniały się białymi końcówkami. Środkowa para sterówek nie miała białych końcówek; były one węższe i ostro zakończone. Boki ciała i pokrywy podogonowe żółte. Pokrywy podskrzydłowe czarne. Samice były upierzone podobnie jak samce, jednak cechowały się krótszymi sterówkami.

## Zasięg występowania
Endemit Oʻahu.

## Ekologia i zachowanie
Prawie nic nie wiadomo o życiu reliktowców leśnych. Bloxam obserwował jedynie ptaki trzymane w niewoli, które dostarczyli mu rdzenni mieszkańcy. Wiadomo, że reliktowce te żywiły się nektarem, łapały również owady, jeśli te dostały się na teren ich klatki.

## Status
IUCN uznaje reliktowca leśnego za gatunek wymarły (EX, Extinct). Już Bloxam w 1825 określił te ptaki jako rzadkie; rdzenni mieszkańcy żądali wysokich opłat za dostarczenie nielicznych okazów, które miały wyskubane pióra. Możliwe, że reliktowce leśne wymarły z podobnych przyczyn, co reliktowce małe (Moho braccatus) – nadmiernego odłowu dla ozdobnych, żółtych piór. Do wymarcia mogły się też przyczynić utrata siedlisk i choroby roznoszone przez zawleczone na wyspę komary. Ostatnie okazy miały zostać pozyskane w 1837 przez Deppego, jednak jeden z nich opatrzony jest datą 7 września 1840.